# Kompromat
Kompromat (ros. компромат, skrót od компрометирующий материал, trb. kompromietirujuszczij matieriał) – termin określający kompromitujące materiały na temat polityka lub innej osoby publicznej.

## Pochodzenie terminu
Neologizm ten został wymyślony przez wschodnioniemieckich specjalistów z JHS (Wyższej Szkoły Prawniczej Ministerstwa Bezpieczeństwa Państwa) pod nazwą „das Kompromat" z niemieckiego Kompromittierendes Material, jako określenie na metodę operacyjną polegająca na użyciu informacji z prywatnego życia konkretniej osoby, np. odbiegających od normy zachowań czy poglądów moralnych lub prawnych, których ujawnienie mogłoby doprowadzić do utraty prestiżu, dobrej opinii wśród znajomych i otoczenia, sankcji dyscyplinarnych lub prawnych. W Polsce używano terminu „kompromateriały”.

## Formy i miejsca użycia
Takie materiały mogą być użyte jako czarny PR, dla szantażu, zniesławienia lub w celu zapewnienia sobie lojalności. Z kompromatu mogą korzystać różnego rodzaju służby bezpieczeństwa, materiały mogą też być podrobione i następnie nagłośnione przez dziennikarza przy jego uprzednim opłaceniu. Powszechne użycie kompromatu było jedną ze znamiennych cech polityki w Rosji oraz pozostałych krajów byłego Związku Radzieckiego.

## Przykłady
Jednym z przykładów kompromatu było powstanie specjalistycznych stron internetowych, spośród których najbardziej znana to rosyjska domena компромат.ru (łac. kompromat.ru), która – po zapłaceniu kilkuset dolarów – publikuje wskazane przez zleceniodawcę materiały kompromitujące kogokolwiek. W rezultacie sporadycznie takie strony są tymczasowo blokowane przez rosyjskich dostawców usług internetowych, a właściciele tych stron bywają dręczeni przez rządowe agencje.